# Elche Club de Fútbol
O Elche Club de Fútbol é um clube de futebol espanhol da cidade de Elche, na província de Alicante, na Comunidade Valenciana. Atualmente disputa a La Liga.
Seu estádio é o Manuel Martínez Valero, com capacidade para abrigar 36 017 torcedores.

## Elenco
- Atualizado em 17 de julho de 2025.[1]

## Títulos
- Segunda Divisão: 1958–59 e 2012–13